# Boulazac
Boulazac (trong tiếng Occitan Bolasac) là một commune française, nằm ở tỉnh Dordogne trong vùng Aquitaine của Pháp. Xã này có diện tích 14,58 km2, dân số năm 2005 là 6363 người. Xã nằm ở khu vực có độ cao trung bình 95 m trên mực nước biển.
.

## Thông tin nhân khẩu
Sources: INSEE  et Cassini 
| 1793  | 1800 | 1806 | 1821 | 1831 | 1836 | 1841 | 1846 | 1851 |
| ----- | ---- | ---- | ---- | ---- | ---- | ---- | ---- | ---- |
| [ 3 ] | 492  | 497  | 583  | 630  | 595  | 556  | 604  | 628  |

| 1856 | 1861 | 1866 | 1872 | 1876 | 1881 | 1886 | 1891 | 1896 |
| ---- | ---- | ---- | ---- | ---- | ---- | ---- | ---- | ---- |
| 629  | 694  | 674  | 775  | 780  | 804  | 807  | 784  | 781  |

| 1901 | 1906 | 1911 | 1921 | 1926  | 1931  | 1936  | 1946  | 1954  |
| ---- | ---- | ---- | ---- | ----- | ----- | ----- | ----- | ----- |
| 779  | 770  | 806  | 838  | 1 212 | 1 402 | 1 487 | 2 038 | 2 337 |

| 1962                                         | 1968  | 1975  | 1982  | 1990  | 1999  | 2005  | - | - |
| -------------------------------------------- | ----- | ----- | ----- | ----- | ----- | ----- | - | - |
| 2 389                                        | 3 109 | 4 557 | 5 150 | 5 996 | 6 050 | 6 363 | - | - |
| Số liệu kể từ 1962 : dân số không tính trùng |       |       |       |       |       |       |   |   |